# Triflorensia ixoroides
Triflorensia ixoroides là một loài thực vật có hoa trong họ Thiến thảo. Loài này được (F.Muell.) S.T.Reynolds mô tả khoa học đầu tiên năm 2005.